# Éric Lux
Éric Roger Lux (19 de dezembro de 1967) é um empresário luxemburguês.
 Ele e Gérard López são sócios fundadores do The Genii Group. Lux também é o diretor-executivo da Genii Capital, gestor de investimentos e membro financeiro do The Genii Group e ex-proprietário da equipe de Fórmula 1 Lotus F1 Team. Ele também é diretor-executivo do grupo de investimento imobiliário Ikodomos Holding e da empresa de desenvolvimento imobiliário Iko (anteriormente Ikogest).

## Biografia
Lux formou-se na Lausanne Business School, na Suíça em 1993. Entre 1994 e 1997, trabalhou como consultor, especializando-se em engenharia de processo, administração baseada nas atividades e gestão de qualidade total. Lux assumiu o Ikodomos Group em 1997, transformando-o em uma das principais organizações de investimento imobiliário e desenvolvimento de Luxemburgo. Atualmente, a empresa tem atividade de negócios na Europa e na Ásia. Em 2008, ele fundou a Genii Capital, uma firma privada de gerenciamento de investimento e consultoria financeira junto com Gerard Lopez. Lux integra o conselho administrativo da Genii Capital, da Gravity Sport Management, da SecureIT e de diversos fundos de investimentos imobiliários. Ele é fluente em inglês, francês e luxemburguês.

## Incidente em casa noturna
Em 17 de abril de 2011, Éric Lux alega ter sido atingido no pescoço por uma taça de champanhe lançada pelo piloto da Formula Um Adrian Sutil quando se encontrava em uma casa noturna de Xangai. Lux apresentou queixa-crime contra Sutil por agressão física e lesão corporal grave. Em Janeiro de 2012 Adrian Sutil foi considerado culpado por um tribunal em Munique, e condenado a 18 meses de pena suspensa e multa de 200,000 Euros.